# Funaokaminami-dōri
Pour les articles homonymes, voir Funaoka.
Le Funaokaminami-dōri (船岡南通, Funaokaminami-dōri), aussi appelée Funaokayamaminami-dōri (船岡山南通, Funaokayamaminami-dōri), est une voie du nord de Kyoto, dans l'arrondissement de Kita. Orientée est-ouest, elle débute au Jōfukuji-dōri et termine au Senbon-dōri (en).
Elle longe la face sud du mont Funaoka (ja) (船岡山) et avec les rues Funaokahigashi, à l'est, Funaokanishi, à l'ouest, et Funaokakita, au nord, elle fait partie des rues Funaoka (船岡通, Funaoka-dōri).

## Description

### Situation

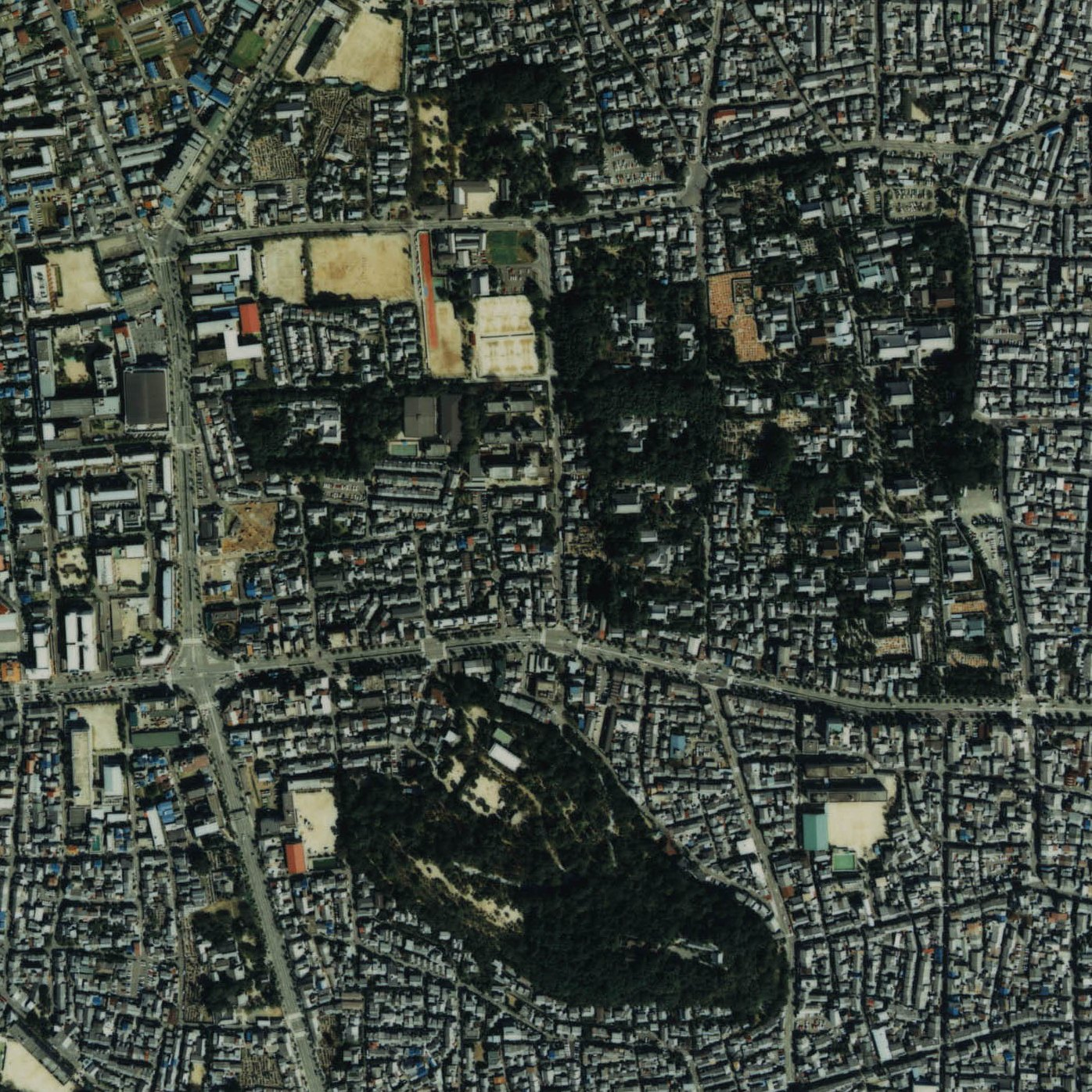
Vue aérienne du mont Funaoka avec Funaokaminami-dōri au sud.

Le Funaokaminami-dōri est situé au sud-ouest de l'arrondissement de Kita. Il débute dans le quartier de Murasakikitafunaoka-chō (紫野北舟岡町) et termine dans celui de Murasakinojūnibō-chō (紫野十二坊町). La rue, de forme sinueuse, puisque suivant la face sud de la montagne, débute à l'extrême-nord du Jōfukuji-dōri et termine au Senbon-dōri (en), l'une des voies centrales orientées nord-sud de la ville. Une petite ruelle interdite aux voitures continue cependant à l'est après Jōfukuji pour rejoindre le Funaokahigashi-dōri (船岡東通), toujours en longeant le mont Funaoka. Ainsi, elle est considérée comme une suite du Kenkun-dōri (建勲通). Elle suit le Kuramaguchi-dōri (鞍馬口通) au sud et précède le Funaokakita-dōri (船岡北通) et le Kitaōji-dōri (北大路通) au nord.
Aucun sens de la circulation n'est indiqué, mais la chaussée reste trop étroite pour deux voies. La rue fait quelque 430 mètres, mais si l'on compte la ruelle qui débute à Funaokahigashi-dōri, la rue fait 550 mètres de long.

### Voies rencontrées
De l'est vers l'ouest. Les voies rencontrées de la droite sont mentionnées par (d), tandis que celles rencontrées de la gauche, par (g). Seules les rues portant un nom sont listées.
1. Funaokahigashi-dōri (船岡東通)
2. (g) Jōfukuji-dōri (浄福寺通)[3]
3. (d) Funaokanishi-dōri (船岡西通)[4]
4. Senbon-dōri (en) (千本通)[4]

### Transports en commun
Les bus du réseau d'autobus de Kyoto (ja) ne passent par sur la rue. Les arrêts les plus proches sont sur Senbon, et sont Senbon-Kuramaguchi (千本鞍馬口, lignes 6, 46, 59 et 206) et Lighthouse-mae (ライトハウス前, lignes 6, 46, 59 et 206).

## Odonymie
La rue, comme les trois autres rues du groupe de rues Funaoka portent le nom du mont Funaoka (船岡山). Le mot Funaoka lui-même signifie « bateau » (船/舟) et « colline » (岡) et viendrait du fait que la montagne avait la forme d'un bateau.

## Histoire
Puisque située en dehors du rakuchū (ja) (洛中), limites intérieures de la ville impériale, la rue est apparue récemment et n'existait pas avant l'ère Meiji (1868-1912). La zone était alors encore dominée par des champs et seules des routes de terre menaient à la montagne. Entre 1892 et 1912, des plans de réaménagement municipaux tracent des rues qui devraient entourer la montagne. La rue apparaît peu avant 1922, mais la zone autour reste relativement vide, avec seulement une rue la traversant entre Jōfukuji et Senbon. D'autres rues et des quartiers finissent par apparaître dans les années qui suivent, dont Funaokanishi vers 1935. Les noms sont cependant officialisés beaucoup plus tard.

## Patrimoine et lieux d'intérêt
La rue est principalement résidentielle et est peu passante.
Au nord de la rue se trouve le mont Funaoka (ja) (船岡山), un lieu sacré et un important point de repère dans la ville, qui a servi d'observatoire pour la planification de Heian-kyō, la capitale impériale, édifiée en 794. On trouve plusieurs stèles commémoratives et panneaux d'interprétation. Ainsi, il y a plusieurs accès au mont à partir de la rue. Au début de la rue, à la fin de Jōfukuji-dōri, se trouvent les escaliers menant au sanctuaire Kenkun-jinja (建勲神社). Au bout de la rue, juste après Senbon, se trouve le temple bouddhiste Jōbon Rendai-ji (ja) (上品蓮台寺), qui aurait été construit selon la légende par Shōtoku, puis reconstruit et renommé en son actuel en 960 à la demande de l'empereur Uda.

Quelques lieux d'intérêts
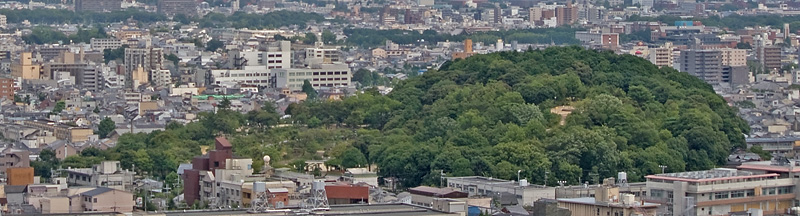
Le mont Funaoka
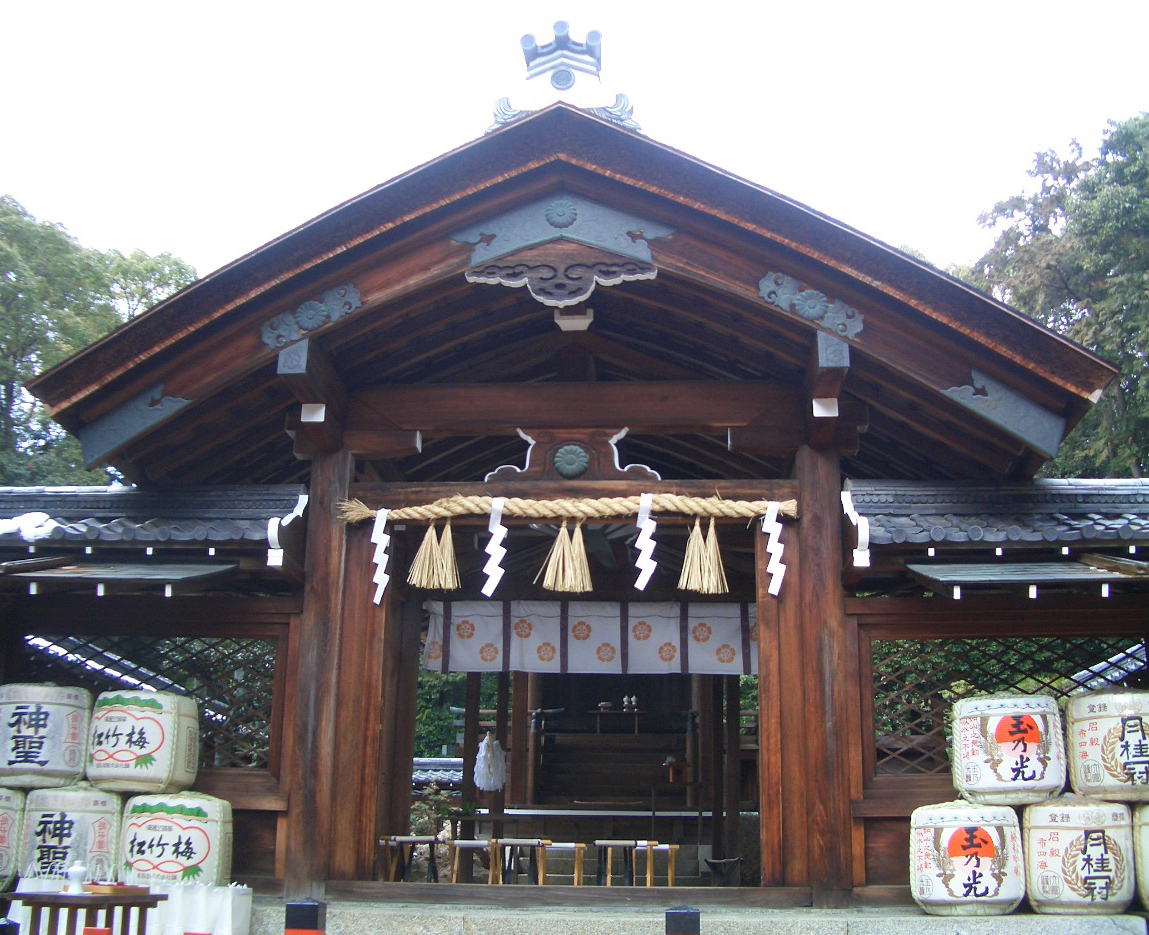
Autel du Kenkun-jinja
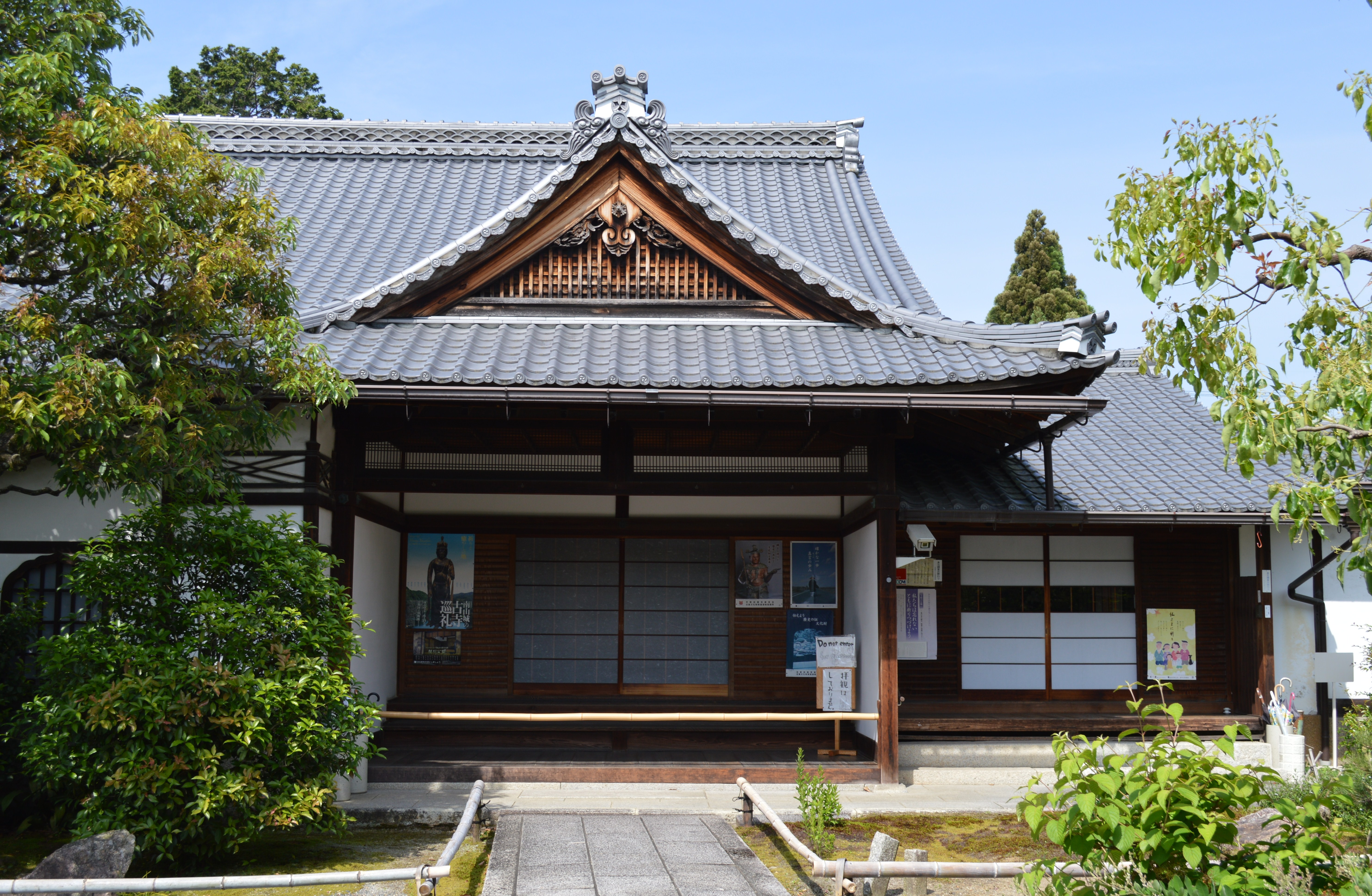
Hall principal du Jōbon Rendai-ji